# Monachijskie oświadczenie w Zielone Świątki
Monachijskie oświadczenie w Zielone Świątki, właśc. Oświadczenie Monachijskie z Zielonych Świąt 1871 roku – manifest starokatolików, opracowany przez Ignazego von Döllingera, przyjęty na konferencji katolików w Monachium. W dniach 28-30 maja 1871 roku opatrzony 31 podpisami. Opublikowany 28 maja 1871 roku w "Augsburger Allgemeine Zeitung".